# Henry Campbell-Bannerman
Henry Campbell-Bannerman (født 7. september 1836 i Glasgow, Skotland, død 22. april 1908 i London, England) var en britisk liberal politiker; han var Storbritanniens premierminister fra 5. februar 1906, da han overtog embedet fra den konservative Arthur Balfour, til 3. april 1908, hvor han kort før sin død overlod posten til sin partifælle H.H. Asquith.